# Ngeté
Le ngeté est une langue tchadique parlée au Tchad. Elle est proche des autres langues masa du Sud (herdé, mesmé et pévé), mais il existe des différences linguistiques et sociolinguistiques entre elles.

## Nom
Le ngeté est aussi appelé ka’do ngueté, nge’dé, ngueté, nguetté et également zimé par les peuples extérieurs qui utilisent ce nom de façon générique pour désigner les langues masa du Sud.

## Localisation
Le ngeté est parlé dans le département de Mayo-Dallah, à l'est de Pala, aux alentours du village de Ngeté, dans la région du Mayo-Kebbi Ouest et au sud de la région de Mayo-Kebbi Est au Tchad,.